# Rue de l'Amigo
Pour les articles homonymes, voir Amigo.
La rue de l'Amigo (en néerlandais : Vruntstraat) à Bruxelles va de la jonction de la rue de la Tête d'Or et de la rue du Marché au Charbon à celle de la rue de l'Étuve et de la rue Charles Buls.

## Toponymie
Il existait jadis dans cette rue une prison appelée « Vrunte » en flamand. Sous le régime espagnol, les soldats espagnols auraient confondu ce mot avec « vriend » qui signifie « ami » en néerlandais et l'auraient baptisé « amigo » en espagnol. L'appellation fit fortune. Ce n'est qu'en 1955 que la rue fut officiellement baptisée « Vruntstraat » en néerlandais.
Le nom " Amigo " existe depuis 1567 dès l'arrivée des troupes espagnoles du roi Philippe II afin de mettre en place la Contre-Réforme et surtout le "Conseil des Troubles" du duc d'Albe, pour combattre les idées protestantes et calvinistes. Le nom fera usage et sera officialisé le 13 septembre 1652 par un octroi par lequel la prison pouvait être appelée soit Vrunte, soit Amigo. Il donnera également son nom à la rue en 1851 (inscription au Moniteur Belge, Journal Officiel, n°209 du 28 juillet 1851).
En 1958 y sera construit un hôtel 5 étoiles dans le but d'accueillir les personnalités et les visiteurs de l'Exposition Universelle de Bruxelles (Expo 58), hôtel qui en prendra le nom également (Hôtel Amigo). 